# Saint-Julien-le-Vendômois
 Saint-Julien-le-Vendômois  là một xã thuộc tỉnh Corrèze trong vùng Nouvelle-Aquitaine miền trung Pháp.